# امبلتون، نورث‌آمبرلند
امبلتون (به انگلیسی: Embleton) یک روستا و محله مدنی در بریتانیا است که در نورث‌آمبرلند واقع شده‌است. امبلتون ۶۷۲ نفر جمعیت دارد.